# Davide Carbonaro
Davide Carbonaro  (ur. 1 stycznia 1967 w Rosolini) – włoski duchowny katolicki, arcybiskup metropolita Potenzy-Muro Lucano-Marsico Nuovo od 2024.

## Życiorys
Święcenia kapłańskie otrzymał 3 października 1992 w zgromadzeniu Ojców Matki Boskiej. Po święceniach pracował w klasztorze w Neapolu, a w 1995 został proboszczem zakonnej parafii w Rzymie. Był także m.in. dyrektorem Domu św. Jana Leonardiego, radnym i sekretarzem generalnym zgromadzenia, a także rektorem międzynarodowego domu zakonnego w Rzymie.
2 lutego 2024 papież Franciszek mianował go ordynariuszem archidiecezji Potenzy-Muro Lucano-Marsico Nuovo.
4 maja 2024 otrzymał święcenia biskupie w bazylice św. Jana na Lateranie. Udzielił mu ich kardynał Angelo De Donatis.
29 czerwca 2024 w bazylice św. Piotra na Watykanie odebrał od papieża Franciszka paliusz.